# Hulikura, Heggadadevankote
Hulikura là một làng thuộc tehsil Heggadadevankote, huyện Mysore, bang Karnataka, Ấn Độ.